# Minutemen (película)
Minutemen (conocida como Minutemen: Viajeros en el tiempo en España e Hispanoamérica) es una Película Original de Disney Channel de 2008. Está dirigida por Lev L. Spiro   y protagonizada por Jason Dolley, Nicholas Braun y Luke Benward.
La película se estrenó el 25 de enero de 2008 en Estados Unidos. En España la película estrenó el 28 de noviembre de 2008 en Disney Channel España y en Hispanoamérica la película se estrenó el 15 de enero de 2009 en HBO Family. La película se estrenó el 9 de abril de 2010 en Disney XD Latinoamérica y el 12 de junio de 2010 en Disney Channel Latinoamérica.

## Sinopsis
En el primer día de la escuela secundaria, los mejores amigos Virgil Fox (Jason Dolley), Derek Beaugard (Steven R. McQueen) y Stephanie Jameson (Chelsea Kane) deciden iniciar sus trayectorias probando para diversas actividades. Mientras Derek intenta entrar en el equipo de fútbol y Stephanie empieza como porrista, Charlie Tuttle (Lucas Benward), un genio que se saltó muchos grados por su inteligencia, viaja hacia el campo en un automóvil propulsado por cohetes, perdiendo el control hasta que Derek lanza una pelota de fútbol contra él y lo noquea. Virgil defiende a Charlie mientras Derek solo se sienta, desencadenando en que ambos sean obligados a vestir como animadoras, colgados en la estatua de la mascota de la escuela. A pesar de la humillación, Virgil y Charlie se conocen y se vuelven amigos.
Tres años más tarde, en el último año, Virgil y Charlie siguen siendo marginados. Charlie informa a Virgil que él ha inventado una máquina del tiempo. Sin darse cuenta de cómo construir el artefacto, el dúo recluta a otro marginado social llamado Zeke (Nicholas Braun). Cuando la máquina del tiempo se construye, Virgil, aún lamentando el primer día de escuela secundaria, decide que le gustaría usar la máquina para deshacer errores embarazosos hechos por sus compañeros de clase. Ponen a prueba el invento con la compra de un billete de lotería premiado, olvidando que son menores de edad, piden a un artista local de la calle para comprarlo por ellos, pero se ven obligados a volver al presente antes de tiempo, esto a su vez hace que el artista de la calle gané la lotería con los números que proporcionaron.
Jeanette (Kara Crane), una estudiante que quiere unirse a un club decide formar parte del grupo con la máquina del tiempo. Ella proporciona trajes de nieve de color blanco a Virgil, Charlie y Zeke debido a que al viajar por el tiempo su temperatura se desciende a tal punto de casi congelándolos. Los miembros del club tienen la idea de viajar al pasado para ayudar a los estudiantes que son víctimas de la vergüenza social, entre ellos Chester (Dexter Darden), quien en su momento embarazoso, los bravucones le quitaron la ropa dejándolo, desnudo; pero los viajeros del tiempo le proporcionan ropa de moda. Los héroes se hacen reconocidos como los "chicos de traje de nieve", un nombre que todo el mundo los conoce, a pesar de que se hacen llamar los "Minutemen". Sin embargo, el subdirector Tolkan (JP Manoux) intenta detener a los héroes, debido a que no le gusta sus acciones altruistas al creer que afecta la "sociedad" escolar.
Tiempo después; Stephanie se cae de la pirámide de las animadoras. Pero Virgil viaja al pasado para salvarla. Reconociendo a uno de los Minutemen como Virgil, Stephanie lo permitió a pasar el rato con los chicos populares. Después de que Derek experimenta una derrota humillante en el campeonato por culpa de la locura proporcionada por Chester, Stephanie le pregunta a Virgil sí puede ayudar a Derek. Virgil lo hace e informa a Stephanie y Derek sobre la máquina del tiempo, así, a su vez, haciendo que los antiguos amigos se reunan. Sin embargo, la máquina del tiempo ha comenzado a causar terribles consecuencias: los marginados y los estudiantes que habían sidos víctimas de los bravucones, se han hecho populares y confiados con una alta prepotencia, y Virgil comienza a abandonar a Charlie y Zeke a favor de Stephanie. Mientras tanto, Stephanie se entera de que Derek la engaña con una tutora llamada Jocelyn y Derek suplica a Virgil para conseguir que se rectifique su error con la máquina del tiempo, pero Virgil no está seguro ya que ha descubierto que ahora siente algo por Stephanie.
El FBI llega a la ciudad después del monitoreo de actividades sospechosas. Virgil y Zeke se enteran de que Charlie había robado los planos de la máquina de tiempo de la computadora central de la NASA. Después de consultar con los mejores científicos del gobierno, Charlie se entera de que sus usos continuos con la máquina del tiempo ha dañado el continuo espacio-tiempo, creando así un agujero negro. Con solo unas horas de vida, el trío decide ir en el agujero y cerrarlo. Justo antes de que entren, Jeanette se aproxima a Charlie y le da un beso.
Una vez que han entrado en el agujero negro, son transportados de vuelta a su primer día de escuela;  al encontrarse el componente clave de la máquina del tiempo en el carrito de cohetes de Charlie. Virgil se da cuenta de que puede deshacer los eventos que le llevaron  a perder su popularidad. Cuando llega al campo para detener el humillante incidente, Charlie, con amargura le dice que aunque Virgil odia aquel día, fue el momento favorito de Charlie, ya que esa fue la fecha en la que finalmente consiguió un verdadero amigo. Charlie y Zeke dejan a Virgil para tomar una decisión acerca de lo que quiere hacer. Como Virgil ve el transcurso del tiempo desarrollándose, descubre que Derek nunca lo defendió: lo había traicionado y abandonado en favor de ganar popularidad, y también sugirió a los deportistas  poner el lápiz labial, así como los uniformes de la animadora a Virgil y Charlie. Después de haber llegado a una conclusión, Virgil se reúne con Charlie y Zeke en el coche cohete. Se las arreglan para cerrar el agujero negro y volver al día cuando trataron por primera vez de viajar en el tiempo. 
Todo vuelve a la normalidad y Charlie besa a Jeanette, sorprendiéndola, Zeke le recuerda a Charlie que no se besaron antes de ese punto, mientras Charlie trata de explicarle la situación, se demuestra que Jeanette se encuentra secretamente feliz. Después de eso, Virgil confiesa sus sentimientos hacia Stephanie y ella hacia él. Pero Derek llega y le dice a Virgil que siempre será un perdedor, a lo que Virgil responde con una indirecta sobre su infidelidad con Jocelyn, declarando que siempre será un cretino. Virgil y Stephanie se abrazan, Charlie se acerca a ellos y con entusiasmo sugiere una nueva idea: "la teletransportacion", pero Virgil y Zeke lo arrastran hacia afuera, discutiendo y gritando entre ellos.

## Reparto
- Jason Dolley es Virgil Fox. es un estudiante de Último Año y mejor amigo de Charlie ellos se conocieron en el primer año cuando el antiguo amigo de virgil le hizo una broma para encajar ellos junto con zeke construyen una máquina del tiempo y virgil quiere ir al mismo año para evitar ser avergonzado al final no lo hace y se vuelve novio de su antigua mejor amiga Stephanie.
- Luke Benward es Charlie Tuttle. es un niño genio y mejor amigo de virgil  junto con virgil y zeke construyen una máquina del tiempo para ayudar a los marginados.
- Nicholas Braun es Zeke Thompson.
- Kara Crane es Jeanette Pachelewski. era la acosadora de charlie y se unió a los Minutement.

- J. P. Manoux es Vice Principal Tolkan.
- Chelsea Staub es Stephanie Jameson. la antigua mejor amiga de Virgil y novia de Derek se volvió porrista pero sigue siendo amiga de virgily siente cosas por el.

- Steven R. McQueen es Derek Beauregard. el antiguo mejor amigo de virgil y novio de Stephanie él en el primer año quiso ser popular y aceptado avergonzo a virgil y a charlie y se distancio de Virgil se volvió egoísta y le fue infiel a estephanie.

- Dexter Darden es Chester. es un nerd y amigo de Charlie ellos lo ayudan cuando los matones le quitaron su ropa y lo avergonzaron y los mInutement le dieron ropa genial y se hizo popular pero volviéndose un matón.

- Carlos Espinoza es Dany Morrison.

## Producción
Disney Channel lanzó la noticia oficial de la película en su página oficial el 14 de julio de 2007, confirmando ahí la producción de Minutemen. Los protagonistas, directores y argumento también fueron confirmados el mismo día.

## Localización
Minutemen fue filmado en la Murray High School en Murray, Utah, un suburbio de Salt Lake City. Las escenas futbolísticas fueron filmadas en Highland High School, en Sugar House, también un barrio de Salt Lake City.

## Música
El primer sencillo de la película fue Run It Back Again por Corbin Bleu, estrenada el 22 de enero de 2008 en el álbum Radio Disney: Jams 10. El segundo sencillo de la película fue lanzado el 19 de enero de 2008 titulado Like Whoa, por Aly & AJ.

## Estrenos
| País/ Región   | Estreno                                                | Canal                        |
| -------------- | ------------------------------------------------------ | ---------------------------- |
| Reino Unido    | 25 de febrero de 2008                                  | Disney Channel               |
| Australia      | 12 de abril de 2008                                    | Disney Channel               |
| Asia           | 20 de abril de 2008                                    | Disney Channel Asia          |
| Japón          | 23 de mayo de 2008                                     | Disney Channel               |
| Polonia        | 29 de febrero de 2008                                  | Disney Channel               |
| España         | 29 de noviembre de 2008                                | Disney Channel               |
| México         | 15 de enero de 2009                                    | HBO Family/HBO               |
| Sudamérica     | 15 de enero de 2009                                    | HBO Family/HBO               |
| Hispanoamérica | 9 de abril de 2010/5 de junio de 2010 (Disney Channel) | Disney XD Latinoamérica      |
| Argentina      | 13 de junio de 2010                                    | Disney Channel Latinoamérica |